# Zvonica
Zvonica (rusko звонница, zvonica, ukrajinsko дзвіниця, dzvinicja, poljsko dzwonnica parawanowa, rumunsko zvoniţă) je velika pravokotna struktura z več loki ali tramovi, na katerih visijo zvonovi, in ploščadjo, kjer stojijo zvonarji in zvonijo z dolgimi vrvmi. Zvonica je bila alternativa zvoniku v ruski, poljski in romunski srednjeveški arhitekturni tradiciji in se je uporabljala predvsem v ruski arhitekturi od 14. do 17. stoletja. Trenutno so zvonice še posebej razširjene v okolici Pskova. 
Za razliko od zvonikov v zahodni Evropi so bili zvoniki v Rusiji običajno zgrajeni iz opeke in ne iz kamna.  Posledično so bili strukturno šibkejši, kar je v 19. stoletju privedlo do novih rešitev za odpravljanje težav s statiko in obešanjem zvonov.
Zvonice so včasih nameščali neposredno na strehe cerkva, kar je dalo cerkvam posebno obliko, imenovano 'pod zvonom' (rusko под звоном, dobesedno 'pod zvonjenjem') ali 'iže pod kolokoli' (rusko иже под колоколы, dobesedno 'pod zvonovi'). Najbolj znan primer te vrste cerkva je cerkev sv. Ivana Lestvičnika, ki meji na zvonik Ivana Velikega v moskovskem kremlju. 
V poljščini se beseda dzwonnica nanaša na katero koli vrsto zvonika, medtem ko se utrjena rešetkasta konstrukcija z odprtinami za zvonove imenuje dzwonnica parawanowa. 

## Galerija
- Zvonik Ivana Velikega, Moskovski kremelj, Moskva
- Borisoglebski samostan, Jaroslaveljska oblast
- Cerkev sv. Nikolaja, Pskovo-pečerski samostan, Pskov
- Cerkev sv. Jurija Zmagovalca, Pskov
- Stolnica Vnebovzetja, Rostovski kremelj, Rostov
- Samostan sv. Evtimija, Suzdal

## Sklica
1. 1 2  Williams 2014, str. 128.